# Gunnar Seelentag
Gunnar Seelentag (* 20. Oktober 1972 in Berlin als Gunnar Jantke) ist ein deutscher Althistoriker.

## Werdegang
Gunnar Seelentag machte 1989 seinen Schulabschluss in den USA, 1991 legte er das Abitur am Evangelischen Gymnasium zum Grauen Kloster ab. Er studierte Geschichte, Latein und Englisch an der Universität Freiburg, wo er 1998 sein Erstes Staatsexamen bestand. Von 1999 bis 2001 war Seelentag Promotionsstipendiat des Graduiertenkollegs Vormoderne Konzepte von Zeit und Vergangenheit an der Universität zu Köln. 2001 wurde er Wissenschaftlicher Mitarbeiter von  Karl-Joachim Hölkeskamp am Seminar für Alte Geschichte an der Universität Köln, 2002/03 war er zudem Mitarbeiter des Kölner Auktionshauses Lempertz. Die Promotion erfolgte 2002 in Freiburg mit der Dissertation zum Thema Taten und Tugenden Traians. Herrschaftsdarstellung im Principat. Gutachter waren Hans-Joachim Gehrke und Karl-Joachim Hölkeskamp. Die Dissertation, die das 1992 von Egon Flaig entwickelte „Akzeptanz-Modell“ exemplarisch auf das Prinzipat Trajans anwendet, wurde mit dem Bruno-Snell-Preis der Mommsen-Gesellschaft ausgezeichnet.
Im Jahr 2004 wurde Seelentag Wissenschaftlicher Assistent am Lehrstuhl Hölkeskamps in Köln. Gastdozentenschaften im Rahmen des Erasmus-Programms führten ihn 2006 an die Universität Athen, 2007 wie 2008 nach Cambridge sowie 2009 an die School of Classics der University of St Andrews. 2009/10 war er Fellow am Center for Hellenic Studies der Harvard University in Washington, D.C. Im Wintersemester 2010/11 erfolgte die Habilitation an der Universität Köln mit einer Untersuchung über Entstehung und Charakter von Staatlichkeit im archaischen Kreta.
Im Sommersemester 2011 vertrat Seelentag als Gastprofessor David Wardle an der University of Cape Town; im Wintersemester 2011/12 hatte er eine Lehrstuhlvertretung für Kai Trampedach an der Universität Heidelberg inne. Zum Sommersemester 2012 wurde er Heisenbergstipendiat der Deutschen Forschungsgemeinschaft an der Abteilung für Alte Geschichte der Universität Frankfurt am Main. Im Wintersemester 2012/13 vertrat er den Lehrstuhl von Hartmut Leppin für Alte Geschichte an der Universität Frankfurt, und im Sommersemester 2013 übernahm Seelentag die Vertretung der Professur für Aloys Winterling an der Humboldt-Universität zu Berlin. Von 2014 bis 2019 war er Professor für Alte Geschichte an der Universität Rostock; seit April 2019 hat er den althistorischen Lehrstuhl an der Universität Hannover inne.
Seelentag forscht insbesondere zur frühen und mittleren Römischen Kaiserzeit, zum archaischen Griechenland, zur kretischen Geschichte, zur römischen Numismatik, zu den Schnittmengen zwischen Alter Geschichte und Archäologie sowie zur Herrschaftssoziologie. Von 2014 bis 2018 leitete er gemeinsam mit Jan Bernhard Meister das DFG-Netzwerk «Konkurrenz und Institutionalisierung in der griechischen Archaik».

## Schriften (Auswahl)
- Taten und Tugenden Traians. Herrschaftsdarstellung im Principat (= Hermes. Einzelschriften. Heft 91). Steiner, Stuttgart 2004, ISBN 3-515-08539-4 (zugleich Dissertation, Universität Freiburg 2002).
- Das archaische Kreta. Institutionalisierung im frühen Griechenland (= Klio. Beihefte. Neue Folge, Band 24). De Gruyter, Berlin u. a. 2015, ISBN 978-3-11-036240-4 (teilweise zugleich Habilitationsschrift, Universität Köln 2010).
- mit Jan B. Meister (Hrsg.): Konkurrenz und Institutionalisierung in der griechischen Archaik. Steiner, Stuttgart 2020, ISBN 978-3-515-12505-5.